# Meetstation Jan van Galenstraat (Amsterdam)
Het Meetstation Jan van Galenstraat is een meetstation en kunstwerk in Amsterdam-West.

## Object
De Jan van Galenstraat in Amsterdam stond jarenlang bekend als een van de straten met de meeste luchtverontreiniging in die stad. De straat is onderdeel van Stadsroute 105 en verzorgt in die hoedanigheid de verbinding tussen het Centrum en de Ringweg. Daarnaast vormde het jarenlang de aan- en afvoerroute van de Centrale Markthallen, hetgeen zorgde voor extra vrachtverkeer. Daarboven kwam dat ook het openbaar vervoer (stads- en regiolijnen) van de straat gebruik maakte. Er werden in de 21e eeuw maatregelen getroffen om de luchtkwaliteit te verbeteren. Zo kwam er een herindeling van de straat (de hoofdrijbaan werd versmald tot tweebaansweg), het vrachtverkeer naar de Markthallen werd omgeleid naar de Haarlemmerweg en een deel van de buslijnen verdween. In 2007 plaatste de GGD Amsterdam een meetstation tussen de Reinier Claeszenstraat en de Bestevâerstraat en wel aan de zuidkant, daar waar tijdenlang een bussen hun halte had. Het was/is een van de twaalf punten waar de GGD de luchtkwaliteit mat. Een andere reden tot plaatsing vormde de Europese regelgeving op het gebied van luchtkwaliteit, die in 2015 inging. Om het resultaat te kunnen meten van de genomen maatregelen werd het meetstation geïnstalleerd. In september 2012 werd door de Portefeuillehouder Milieu van Stadsdeel West een vernieuwd en groter meetstation in gebruik genomen. Metingen wijzen uit dat ondanks de getroffen maatregelen de luchtvervuiling af en toe boven de gestelde norm uitstijgt.

## Kunst
De GGD verzocht aan de Rotterdamse kunstenaar Roeland Otten het meetstation te voorzien van een kunstwerk. Hij liet het hele gebouwtje voorzien van wandtegels gefabriceerd door de firma Winckelmans. De tegels van vijf bij vijf centimeter geven daarbij het straatbeeld weer, dat verloren zou zijn gegaan bij plaatsing van het gebouwtje. Het kunstwerk meet 1,8 bij 3 bij 2,8 meter. In Rotterdam had hij eenzelfde project waarbij hij de wanden van een transformatorhuisje voorzag van levensgrote foto’s, zodat het betonnen huisje opging in de omgeving. Otten noemde het zelf een "Transformatie huisje".    